# Per Fly

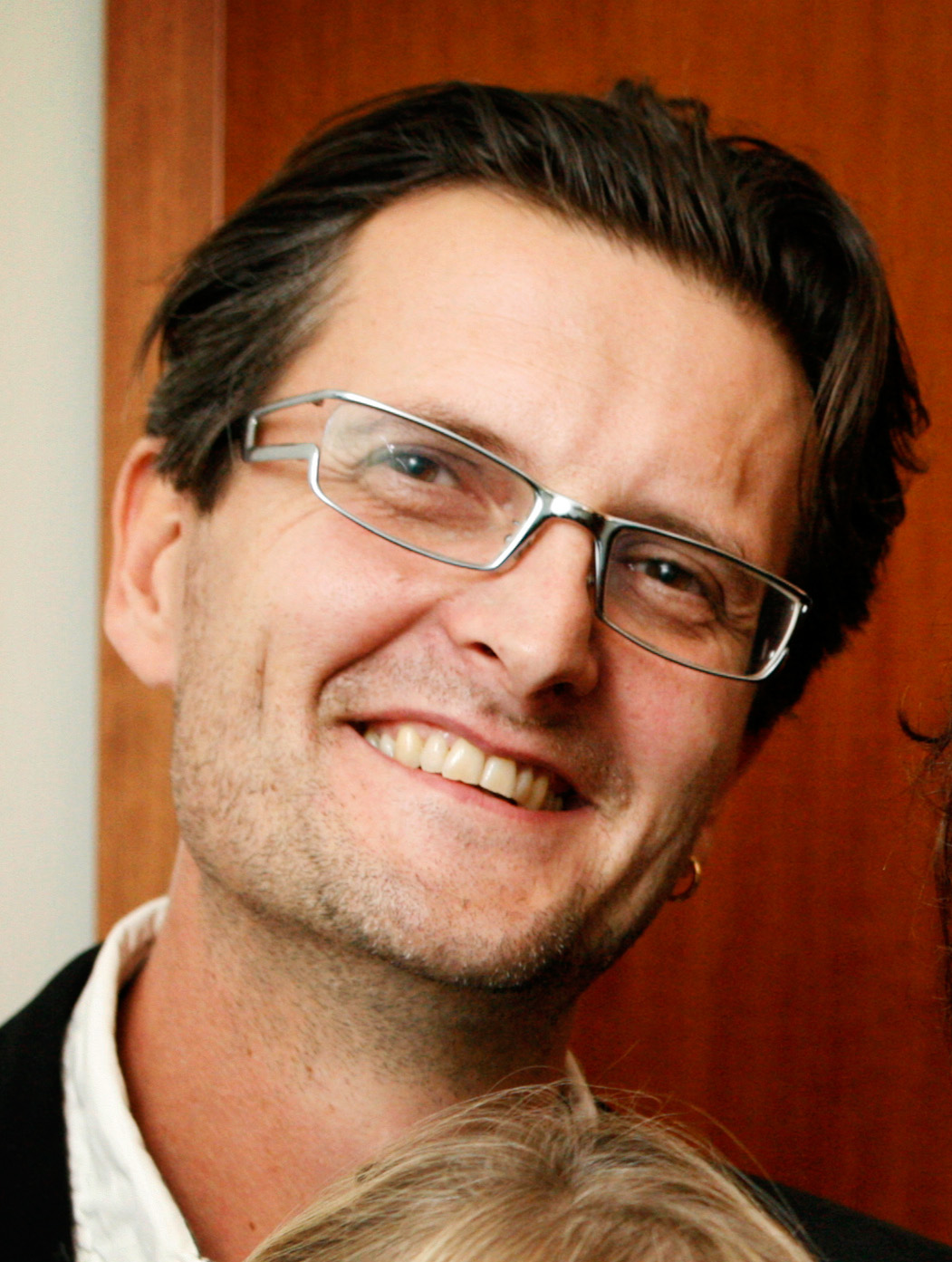
Per Fly 2005.

Per Fly Plejdrup, född 14 januari 1960 i Skive, är en dansk filmregissör och manusförfattare. I Sverige är han bland annat känd som regissör till filmen Monica Z för vilken han tilldelades en Guldbagge för Bästa regi 2014.
Mellan 2000 och 2005 gjorde han filmtrilogin Bänken, Arvet och Dråpet. Den första delen fick mycket goda recensioner och mottog både en Robert och en Bodil för bästa film, samt en Robert för bästa regi. Del två, Arvet (Arven), blev höjd till skyarna av recensenterna och fick sex Robertstatyetter bland annat för bästa film och bästa regi. Den tredje delen, Dråpet (Drabet) kom ut under 2005 och fick Nordiska rådets filmpris samma år. 
Per Fly är gift med skådespelerskan Charlotte Fich och tillsammans har de sönerna Anton och Aksel.

## Filmografi (urval)
- 1997 – Taxa (TV-serie)
- 2000 – Bänken (originaltitel: Bænken)
- 2000 – Prop och Berta (Prop og Berta)
- 2003 – Arvet (Arven)
- 2005 – Dråpet (Drabet)
- 2007 – Föreställningar (TV-serie) (Forestillninger, sex avsnitt)
- 2010 – Kvinnan som drömde om en man (Kvinden der drømte om en mand)
- 2013 – Monica Z
- 2023 – Hammarskjöld

## Priser och utmärkelser
- Nordiska rådets filmpris 2005, för Dråpet
- Kronprinsparrets Kulturpris 2005
- Guldbaggen i kategorin Bästa regi för Monica Z 2014.[1]